# Муналиа
Муналиа (малайск. Munalia; 31 августа 1952 года, Темерлох, штат Паханг — 20 марта 2017 года, Сунгай-Рабит, Темерлох, штат Паханг) — малайзийская поэтесса. Псевдоним. Наст. имя — Маймуна Мохд Али.

## Краткая биография
Окончила национальную школу в Танджунг-Лаланге (Темерлох), работала учителем по изучению Корана. Писала стихи, пантуны, шаиры, гуриндамы и рассказы, которые c 1974 года печатались на литературных страницах центральных малайзийских газет Mingguan Malaysia, Berita Minggu, Mingguan Timur и в журналах Sarina, Mestika, Wanita, Dewan Sastera, Dewan Budaya, Dewan Masyarakat. Её произведения включались также в коллективные антологии, в том числе издаваемые Советом по языку и литературе Малайзии.
Была одним из инициаторов создания Группы поэтов Совета по малайской литературе Паханга и Поэтических чтений в Темерлохе (1978). Некоторые стихи поэтессы положены на музыку, в частности, стихотворение «Памяти деревни Джерам» (Belasungkawa Kampung Jeram), которое записано группой «Дети Кайяна» (Anak Kayan) под руководством Мана Кайяна. В целом в стихах поэтессы сильны исламские мотивы.

## Премии
- Премия Совета по малайской литературе Паханга (1978)
- Главная премия Утусан-Паблик Бэнк (1988, 1990)
- Премия за лучший рассказ для юношества Совета по языку и литературе Малайзии (1992)

## Основные сборники
- Tina: antologi, cerpen remaja. Kuala Lumpur: Utusan Publications & Distributors, 1991
- Hijrah Muzafir. Kuantan: DPMP, 2004
- Kampung Pagi. Diselenggarakan oleh Roslan Madun. Kuantan: DPMP, 2013
- Poligenre. Kuantan: DPMP, 2015

## Семья
- Дети — Нурул Иззати и Иззат Аффанди